# فرگشت‌زدایی (زیست‌شناسی)

نظریه تکامل لامارک شامل نیروی پیچیده‌کننده‌ای بود که به تدریج الگوهای بدن جانوران را به سوی سطوح بالاتر سوق می‌دهد و نردبانی از شاخه‌ها را ایجاد می‌کند، و همچنین نیرویی تطبیقی که سبب می‌شود که جانوران با الگوی بدنی معین با شرایط سازگار شوند. ایده پیشرفت در چنین نظریه‌هایی، ایده مخالف پوسیدگی را که در فرگشت‌زدایی دیده می‌شود، مجاز می‌سازد.

فرگشت‌زدایی یا فرگشت روبه‌عقب‌ (به انگلیسی: Devolution) (نباید با تبه‌ژن‌شناسی اشتباه شود) این تصور است که گونه‌ها می‌توانند در طول زمان به شکل‌های ظاهری ابتدایی‌تری برگردند. این مفهوم به این ایده مربوط می‌شود که فرگشت یک هدف پایان‌شناسی و پیش‌رونده هدفمند، به عنوان مثال که پاها ممکن است بهتر از سم یا شش‌ها از آبشش‌ها باشند. با این حال، زیست‌شناسی فرگشتی چنین مفروضاتی را مطرح نمی‌کند و انتخاب طبیعی بدون هیچ‌گونه پیش‌دانشی ، سازگاری‌ها را شکل می‌دهد. ممکن است تغییرهای کوچک (مانند فراوانی یک ژن) به‌طور تصادفی یا انتخابی معکوس شود، اما این تفاوتی با سیر طبیعی تکامل ندارد و به این ترتیب، فرگشت‌زدایی با درک درستی از فرگشت ناشی از انتخاب طبیعی سازگار نیست.
اصطلاح «فرگشت‌زدایی» و مفاهیم مرتبط با آن هرگز در زیست‌شناسی برجسته نبوده و اکنون بیشترین توجه تاریخی را دارد، مگر در مواردی که توسط آفرینش‌گرایان پذیرفته شده باشد.